# Rodrigo Arango Velásquez

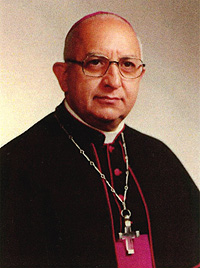
Rodrigo Arango Velásquez

Rodrigo Arango Velásquez PSS (* 4. März 1925 in Betânia, Brasilien; † 27. Dezember 2008 in Tuluá, Valle del Cauca, Kolumbien) war Bischof von Buga.

## Leben
Rodrigo Arango Velásquez trat der Ordensgemeinschaft der Sulpizianer bei und studierte in Manizales. Im kanadischen Montreal empfing er nach einem Bachelor-Abschluss in Theologie am 3. Juni 1950 die Priesterweihe. Er war 1957/1958 Regens am Kleinen Priesterseminar in Manizales, von 1961 bis 1963 stellvertretender Regens am Priesterseminar in Bogotá und von 1965 bis 1967 Rektor des Großen Priesterseminars in Manizales, anschließend Rektor am Großen Priesterseminar in Bogotá und Professor an der Pontificia Universidad Javeriana. Von 1976 bis 1980 war er Gründungsregens des Großen Priesterseminars in Brasília, der Hauptstadt Brasiliens.
Papst Johannes Paul II. ernannte ihn 1981 zum Titularbischof von Casae in Numidia und bestellte ihn zum Weihbischof im Erzbistum Medellín. Die Bischofsweihe spendete ihm am 25. März 1981 der Erzbischof von Medellín und spätere Kurienkardinal, Alfonso Kardinal López Trujillo; Mitkonsekratoren waren der Erzbischof von Manizales, José de Jesús Pimiento Rodriguez, und sein Ordensbruder, der erste Pro-Präsident des Päpstlichen Rates für die Familie und spätere Kurienkardinal, Édouard Gagnon PSS. 
1985 wurde er zum zweiten Bischof des Bistums Buga in Kolumbien bestellt. Er gründete in Buga unter anderem das Große Priesterseminar sowie das „Instituto Julian Mendoza Guerrero“.
Seinem Rücktrittsgesuch wurde 2001 durch Papst Johannes Paul II. stattgegeben.